# Liu Gang
Liu Gang (Jilin, China, 30 de janeiro de 1961) foi um matemático, físico, e cientista da computação chinês. Foi um importante representante durante o protesto na Praça da Paz Celestial em 1989. Formou-se na Universidade de Columbia, em 1996, e atualmente elabora pesquisas de programação linear.